# Martinroda
Martinroda település Németországban, azon belül Türingiában. Lakosainak száma 1156 fő (2023. december 31.). Martinroda Elgersburg és Ilmenau községekkel határos.

## Népesség
A település népességének változása:
| Lakosok száma | 865  | 841  | 1195 | 1183 | 1177 | 1156 |
|               | 2010 | 2017 | 2019 | 2021 | 2022 | 2023 |